# Novopokróvskaya
Novopokróvskaya (del ruso: Новопокровская) es una stanitsa, centro administrativo del raión de Novopokróvskaya del krai de Krasnodar, en Rusia. Está situada en las llanuras de Kubán-Azov, al pie del Cáucaso, a orillas del río Korsún, uno de los constituyentes del Yeya, 165 km al nordeste de Krasnodar, la capital del krai. Tenía 19 684 habitantes en 2010.
Es cabeza del municipio Novopokróvskoye, al que también pertenecen Gorki, Lesníchestvo y Yeya.

## Historia
Fue fundada el 1 de septiembre de 1827 por colonos de las gubernias de Vorónezh, Kursk y Járkov con el nombre original de Novo-Pokróvskoye en el Karasún (Ново-Покровское, Карасун). En 1848 la localidad fue transformada en stanitsa.
A principios del siglo XX tenía 9136 habitantes, dos iglesias y dos escuelas, entre otras instalaciones. Hasta 1920 pertenecía al otdel de Kavkázskaya del óblast de Kubán. En 1924 fue designada centro administrativo del raión de Novopokróvskaya.

## Demografía
| 1897  | 1959   | 1970   | 1979   | 1989   | 2002   | 2010   |
| ----- | ------ | ------ | ------ | ------ | ------ | ------ |
| 9 136 | 11 361 | 15 447 | 17 333 | 18 643 | 19 095 | 19 684 |

### Composición étnica
De los 19 065 habitantes que tenía en 2002, el 92.2 % era de etnia rusa, el 1.7 % era de etnia armenia, el 1.7 % era de etnia gitana, el 1.6 % era de etnia ucraniana, el 0.4 % era de etnia alemana, el 0.3 % era de etnia bielorrusa, el 0.1 % era de etnia georgiana, el 0.1% era de etnia adigué, el 0.1 % era de etnia azerí, el 0.1 % era de etnia tártara y el 0.1 % era de etnia griega

## Economía y transporte
La localidad es centro de una región predominantemente agrícola en la que se cultivan cereales en cultivos extensivos, frutas y se cría el ganado. Existen varias empresas dedicadas a la transformación de los productos alimentarios así como dos fábrica de fábricas de maquinaria agrícola y calderas de vapor (Novopokrovskfermash y Kubanselmash). En el raión hay yacimientos de gas natural.
Tiene una estación (Yeya) en el ferrocarril Volgogrado - Salsk - Tijoretsk (abierto en 1897). Por esta última ciudad, a la que está unida por carretera, pasa la carretera federal M29 Cáucaso Pávlovskaya - frontera azerí.

## Personalidades
- Irina Kovaliova (n. 1964), poeta rusa.
- Arkadi Pérventsev (1911-1981), escritor, ganador del Premio Stalin, pasó su juventud en la stanitsa.